# آنتونیو روجریو نوگیرا
آنتونیو روجریو نوگیرا (انگلیسی: Antônio Rogério Nogueira؛ زادهٔ ۲ ژوئن ۱۹۷۶) بوکسور، ورزشکار هنرهای رزمی ترکیبی و جودوکار اهل برزیل است. وی بین سال‌های ۲۰۰۰ تا ۲۰۲۰ میلادی فعالیت می‌کرد.